# Heart of Mine
Heart of Mine – piosenka skomponowana przez Boba Dylana, nagrana przez niego w maju 1981 r., wydana na albumie Shot of Love w sierpniu 1981 r.

## Historia i charakter utworu
Utwór ten został nagrany w studiu Clover Recorders w Los Angeles w Kalifornii 15 maja 1981 r. Była to szesnasta sesja nagraniowa tego albumu. Producentem sesji byli Chuck Plotkin i Bob Dylan.
Piosenka miesza nastroje karaibskie z latynoskimi, co nadaje jej pewien lekki styl, oraz dodaje do tego pewną zmysłowość w stylu doo wop. Tematem utworu jest odwieczna walka pomiędzy umysłem a sercem. Jest on pełen różnych dobrych rad i posługuje się często dość wyświechtanymi zwrotami, których bez protestów mógł użyć prawdopodobnie tylko Dylan, np. You can play with fire but you’ll get the bill (tłum. możesz igrać z ogniem, ale potem dostaniesz rachunek).

## Wykonania koncertowe
Dylan wykorzystywał ten utwór w czasie koncertów w 1981 r. Ponownie powrócił do niego w 1984 r. podczas tournée Real Live, jak również w czasie koncertów z Tomem Pettym and the Heartbreakers w 1986 r. W 1987 r. Dylan wykonywał ten utwór koncertując z grupą Grateful Dead. Ponownie powrócił do niego w 1989 i 1992 r.

## Personel
- Bob Dylan – wokal, gitara
- Fred Tackett – gitara
- Danny Kortchmar – gitara
- Willie Smith – instrumenty klawiszowe
- Donald Dunn – gitara basowa
- Ron Wood – gitara[2]
- Ringo Starr – tom-tomy[2]
- Jim Keltner – perkusja
- Carolyn Dennis, Madelyn Quebec – chórki

## Listy przebojów
| Kraj | Lista    | Pozycja | Źr.   |
| ---- | -------- | ------- | ----- |
| NO   | VG-lista | 8       | [ 3 ] |

## Dyskografia
Singiel
- „Heart of Mine”/„The Groom’s Still Waiting at the Altar” – wrzesień 1981

Albumy
- 1981: Shot of Love
- 1985: Biograph

## Wykonania piosenki przez innych artystów
- 1983: Ulf Lundell – Sweethearts
- 2003: Peter Malick & Norah Jones – New York City